# Rajdhani Express

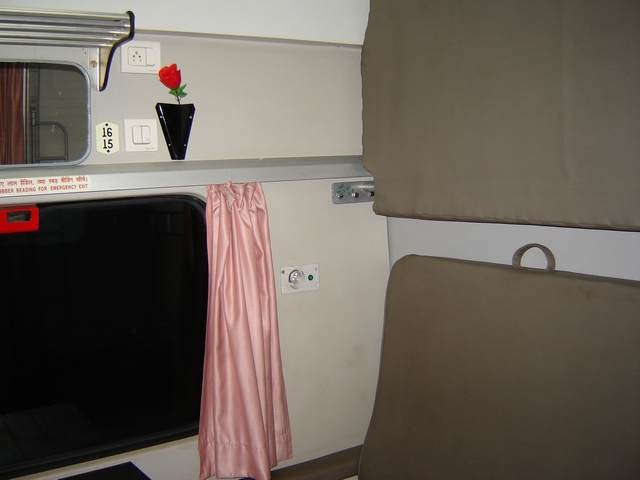
Купе в вагоне класса First Class AC поезда Rajdhani Express

Раджани Экспресс (англ. Rajdhani Express) — тип пассажирских поездов дальнего следования в Индии. Данные поезда курсируют на маршрутах, соединяющих Нью-Дели с другими крупными городами Индии, в первую очередь — со столицами штатов. Введены в эксплуатацию в 1969 г. «Раджани» на хинди означает «столица».

## Маршруты следования
В 2010 г. регулярные перевозки совершал 21 поезд данного типа. Маршруты следования соединяют Нью-Дели со следующими городами (указано число поездов): Ахмедабад, Бангалор (2), Бхубанешвар (2), Ченнаи, Guwahati/Dibrugarh (3), Хайдарабад, Ranchi (2), Колката (3), Джамму, Мумбаи (2), Патна и Тируванантапурам. Поезда делают остановки только в крупных городах — Бхопал, Ратлам, Наджда, Кота, Джайпур, Аллахабад, Лакхнау, Канпур, Гайя, Баласор, Джамшедпур, Дханбад, Бокаро и Нагпур. Кроме Дели, столицы ещё трёх штатов (Мумбаи, Гувахати и Колката) обслуживаются более чем одним поездом Rajdhani Express.

## Типы вагонов

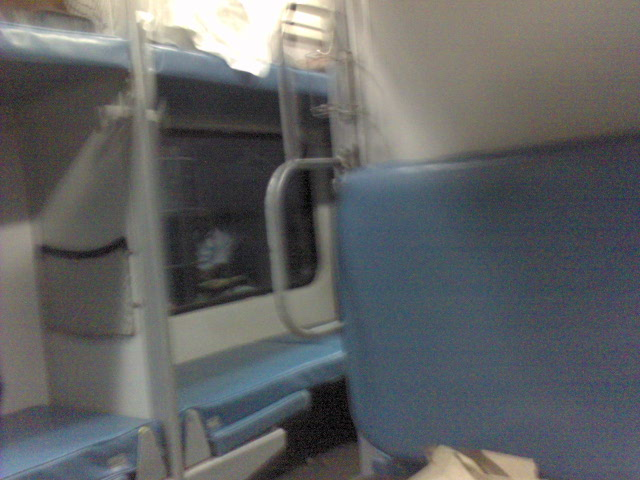
Интерьер вагона класса AC 3-tier в поезде Rajdhani Express

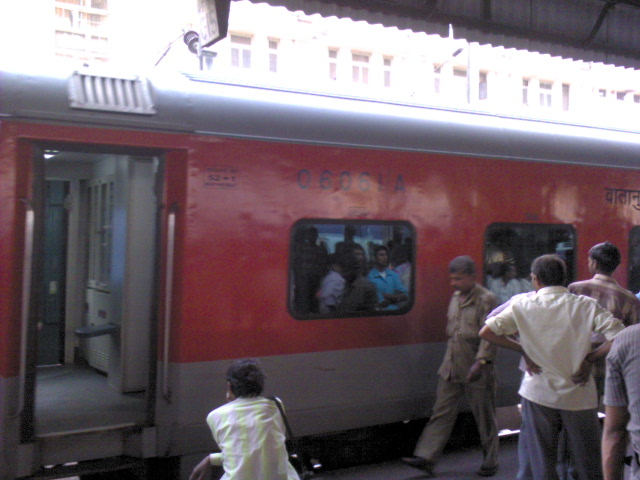
Rajdhani Express на вокзале Нью-Дели

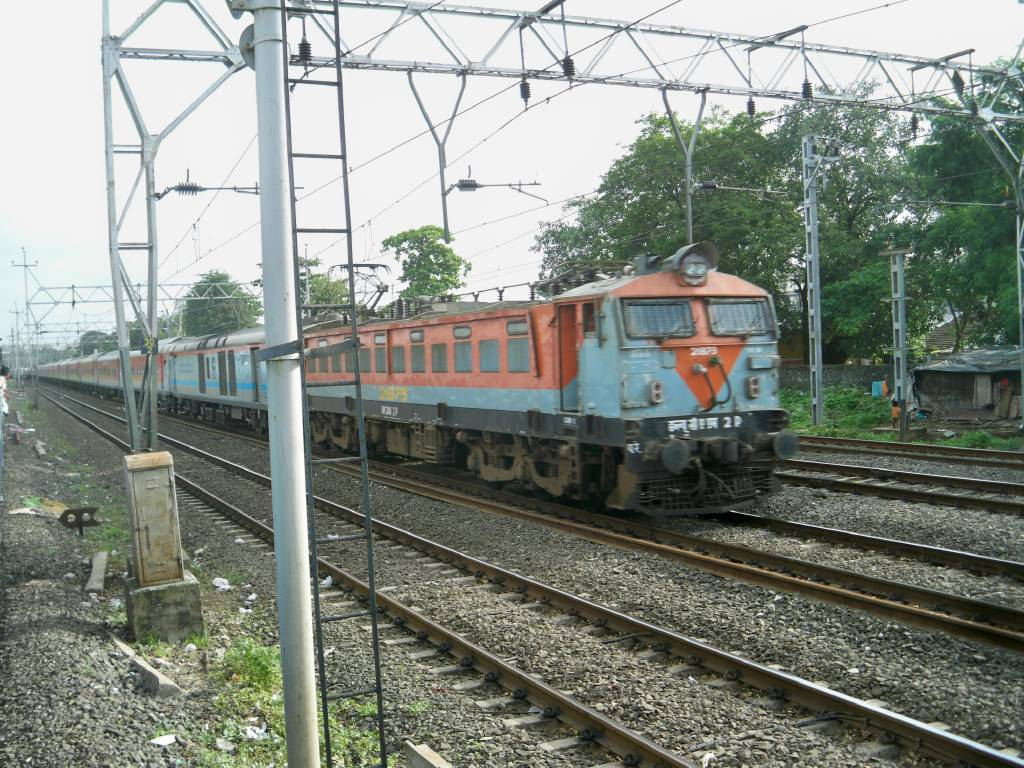
Экспресс Мумбаи — Нью-Дели

В поездах Раджани Экспресс существуют три типа вагонов (все они оборудованы кондиционером: обозначение АС — air — conditioned):
First Class AC — двухместное или четырёхместное купе
AC 2-tier — стандартный плацкартный вагон с двумя верхними и двумя нижними полками + две боковых полки (имеются занавески для приватности)
AC 3-tier — плацкартный вагон с тремя полками (на боковых местах-две), также имеются занавески.
В зависимости от продолжительности следования и направления маршрута, пассажирам предлагается питание: утренний чай, завтрак, обед, ужин.